# Buñuel
Buñuel település Spanyolországban, Navarra autonóm közösségben. Buñuel Cortes, Ribaforada, Fustiñana, Bardenas Reales és Tauste községekkel határos. Lakosainak száma 2315 fő (2024).

## Népesség
A település népessége az elmúlt években az alábbi módon változott:
| Lakosok száma | 2426 | 2408 | 2374 | 2404 | 2359 | 2279 | 2232 | 2219 | 2223 | 2315 |
|               | 2001 | 2004 | 2007 | 2009 | 2012 | 2014 | 2017 | 2019 | 2022 | 2024 |